# بحيرة الجرووم

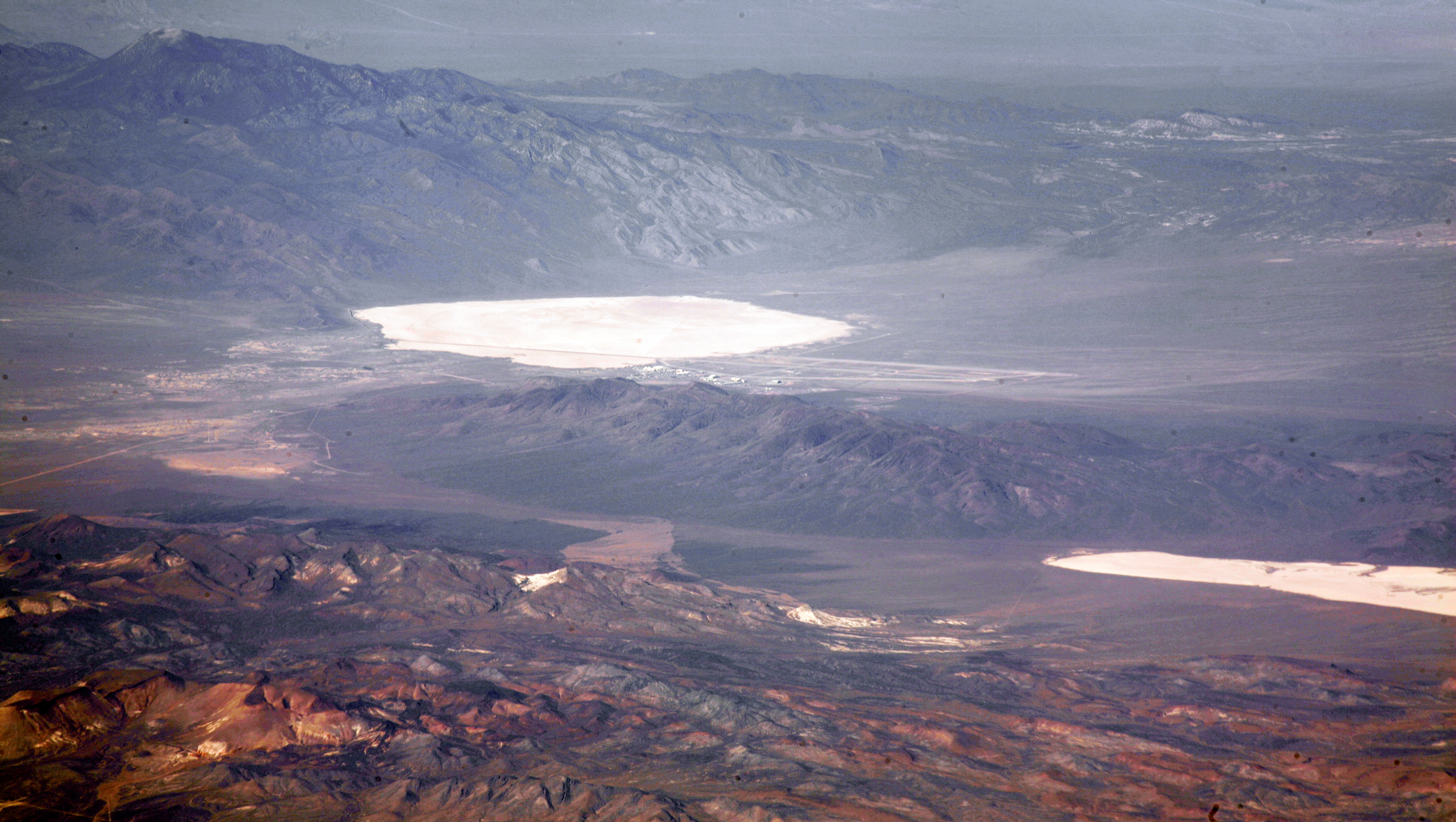
صورة لبحيرة جرووم في ميدان الاختبار والتدريب في نيفادا

انظر إلى فلم بحيرة الجرووم [بحاجة لمصدر] الذي انشأ في عام 2002، لتركيب القوات الجوية الأمريكية المعروفة رسميا بـ (بحيرة الجرووم)، [بحاجة لمصدر].
بحيرة الجرروم هي بحيرة جافة [بحاجة لمصدر] ، توصف أيضاً بأنها مسطحة ملحية [بحاجة لمصدر]، في ولاية نيفادا. يتم استخدامه لمدرج مطار Nellis Bombing Range Test Site [بحاجة لمصدر]، جزء من منطقة 51 تركيب القوات الجوية الأمريكية، تقع على ارتفاع 4,409 قدم (1,344 م) وحوالي 3.7 ميل (6.0 كم) من الشمال إلى الجنوب و 3 أميال (4.8 كم) من الشرق إلى الغرب على أوسع نطاق نقطة، ومحيطها حوالي 11.3 ميلاً، تقع البحيرة في الجزء الذي يحمل الاسم نفسه في وادي بحيرة جروم من حوض تونوبا، وتبعد البحيرة 25 ميلاً (40 كم) جنوب راشيل، نيفادا.
أقرب نقطة يمكن الوصول إليها للجمهور هي Tikaboo Peak ، على بعد 26 ميلاً إلى الشرق. كانت هناك نقطتان أكثر قربًا، أُطلق عليهما اسم «فريدوم ريدج» و «وايت سايدز»، لكن تم إغلاقهما أمام الجمهور في عام 1995 لمنع الناس من التقاط صور للمنشأة.

## تاريخ بحيرة الجرووم
المقال الرئيسي: Groom Mine[بحاجة لمصدر].
أنظر أيضا: تعدين الفضة في نيفادا[بحاجة لمصدر].
تم اكتشاف الرصاص والفضة في الجزء الجنوبي من Groom Range في عام 1864، ومولت الشركة الإنجليزية Groome Lead Mines Limited مناجم Conception في سبعينيات القرن التاسع عشر، مما أعطى المنطقة اسمها (شملت المناجم القريبة Maria و Willow و White Lake). تم الحصول على مطالبات التعدين في Groom بواسطة J.B Osborne وشركائه وتم تسجيل براءة اختراع في عام 1876، واكتسب ابن Osborne المصالح في تسعينيات القرن التاسع عشر. تم إثبات هذه الادعاءات في عام 1916 عندما بدأت شركتان في العمل في مناجمها. استمر هذا العمل حتى عام 1918، واستؤنف بعد الحرب العالمية الثانية حتى أوائل الخمسينيات.

## في الثقافة الشعبية
بحيرة الجرووم هو موقع في خرائط الزومبي «قمر» و «صنف» في امتياز Call Of Duty: Black Ops[بحاجة لمصدر].